# Cantone di Saint-Junien-Ovest
Il Cantone di Saint-Junien-Ovest era una divisione amministrativa dell'arrondissement di Rochechouart.
A seguito della riforma approvata con decreto del 20 febbraio 2014, che ha avuto attuazione dopo le elezioni dipartimentali del 2015, è stato soppresso.

## Composizione
Comprendeva parte della città di Saint-Junien e i comuni di:
- Chaillac-sur-Vienne
- Saillat-sur-Vienne